# CRAFT (luchtvaart)
CRAFT is in de luchtvaart een ezelsbruggetje om de essentiële elementen van een goedkeuring voor instrument flight rules (IFR) te onthouden.

## Opbouw
CRAFT is opgebouwd uit de onderstaande begrippen:
- Clearance limit, goedkeuringslimiet, het einde van de goedkeuring (normaal gesproken, maar niet altijd, de luchthaven van bestemming).
- Route, de route die het vliegtuig volgt als onderdeel van de goedkeuring (dit is vaak de route zoals deze in het vluchtplan beschreven is, alhoewel de luchtverkeersleiding deze kan veranderen).
- Altitude, de initiële vlieghoogte die moet worden aangehouden tijdens de vlucht, plus, in veel gevallen, een tijdindicatie voor wanneer toestemming voor kruishoogte kan worden verwacht.
- Frequency, de frequentie de piloten moeten gebruiken op het moment dat ze het vliegveld gaan verlaten.
- Transponder, de transpondercode die moet worden ingesteld voordat het vliegtuig opstijgt. "T" kan ook voor "tijd" staan; als er een tijd wordt gegeven, betekent dit dat de goedkeuring voor instrument flight rules vervalt als het vliegtuig na de opgegeven tijd niet in de lucht is.[1][2]

### Voorbeeld
Onderstaande tekst is een voorbeeld van een IFR-goedkeuring:
N12345 cleared to Las Vegas airport via the HOLTZ seven departure, Daggett transition, then as filed, climb and maintain five thousand, expect flight level three three zero one zero minutes after departure, departure frequency is one two four point five, squawk six five six two.
In dit voorbeeld is de "clearance limit" Las Vegas Airport. De route is de HOLTZ7 Standard Instrument Departure, met een overgangsfixatie bij de Daggett (DAG) VOR, en de rest van de route is zoals beschreven in het vluchtplan. Het vliegtuig zou in eerste instantie moeten stijgen naar 5000 voet en deze hoogte aanhouden tot verdere instructies volgen, en er kan tien minuten na vertrek toestemming worden verwacht om naar vliegniveau 330 te klimmen (maar dit is niet gegarandeerd). De frequentie die de bemanning na vertrek moet gebruiken is 124,50 MHz, en de transponder moet voor vertrek worden ingesteld op 6562. Er is geen tijd waarop de goedkeuring vervalt in dit voorbeeld.
OpmerkingDit voorbeeld is typerend voor de Verenigde Staten van Amerika; de woordkeus kan in andere landen verschillend zijn, hoewel de essentiële elementen hetzelfde blijven. Europese luchtverkeersleiders specificeren bijvoorbeeld over het algemeen geen hoogten of de vertrekfrequentie als onderdeel van de goedkeuring.